# UFC Fight Night: Werdum vs. Volkov
UFC Fight Night: Werdum vs. Volkov fue un evento de artes marciales mixtas organizado por Ultimate Fighting Championship que se llevó a cabo el 17 de marzo de 2018 en el The O2 Arena en Londres.

## Historia
El evento estelar contó con el combate de peso pesado entre Fabricio Werdum y el ruso Alexander Volkov.
El evento coestelar contó con el combate de peso semipesado entre el polaco Jan Błachowicz y Jimi Manuwa.
Dmitry Poberezhets tenía previsto debutar en la UFC frente a Mark Godbeer.Sin embargo, Poberezhets se vio obligado a retirarse de la pelea el 25 de enero debido a una lesión y fue reemplazado por el también debutante, Dmitry Sosnovskiy.
Rustam Khabilov tenía previsto enfrentar a Kajan Johnson en el evento. Sin embargo, Khabilov se retiró de la pelea el 8 de febrero por una lesión. Stevie Ray reemplazó a Khabilov en la tarjeta.

## Premios extra
Cada peleador recibió un bono de $50,000.
- Pelea de la Noche: Jan Błachowicz vs. Jimi Manuwa
- Actuación de la Noche: Alexander Volkov y Paul Craig